# Кубок швейцарської ліги з футболу 1973
Кубок швейцарської ліги з футболу 1973 — 2-й розіграш Кубка ліги у Швейцарії. Переможцем вперше став Грассгоппер.

## Календар
| Раунд        | Дата              | Матчі | Клуби   |
| ------------ | ----------------- | ----- | ------- |
| Перший раунд | 16-23 червня 1973 | 20    | 28 → 16 |
| 1/8 фіналу   | 11 серпня 1973    | 8     | 16 → 8  |
| 1/4 фіналу   | 14 серпня 1973    | 4     | 8 → 4   |
| 1/2 фіналу   | 8-12 вересня 1973 | 2     | 4 → 2   |
| Фінал        | 10 жовтня 1973    | 1     | 2 → 1   |

## Перший раунд
До наступного рануду пройшли кращі 8 команд (Янг Бойз та Янг Фелловз Ювентус не кваліфікувались до 1/8 фіналу).
| Команда 1         | Заг.    | Команда 2               | 1-й матч | 2-й матч |
| ----------------- | ------- | ----------------------- | -------- | -------- |
| 16/23 червня 1973 |         |                         |          |          |
| Гренхен (2)       | 10:2    | Брюль (2)               | 6:1      | 4:1      |
| Мендрізіостар (2) | 5:1     | К'яссо                  | 4:1      | 1:0      |
| Біль-Б'єнн (2)    | 9:4     | Мартіньї-Спортс (2)     | 8:1      | 1:3      |
| Санкт-Галлен      | 7:4     | Веттінген (2)           | 2:2      | 5:2      |
| Буокс (2)         | 4:4 (ч) | Янг Фелловз Ювентус (2) | 3:2      | 1:2      |
| Люцерн (2)        | 11:1    | Беллінцона (2)          | 6:1      | 5:0      |
| Шенуа             | 1:6     | Фрібур (2)              | 1:4      | 0:2      |
| Ксамакс           | 9:5     | Ла Шо-де-Фон            | 5:2      | 4:3      |
| Янг Бойз          | 5:4     | Аарау (2)               | 1:2      | 4:2      |
| Веве Спортс (2)   | 6:2     | Етуаль (Каруж) (2)      | 4:0      | 2:2      |

## 1/8 фіналу
| Команда 1       | Рахунок      | Команда 2         |
| --------------- | ------------ | ----------------- |
| 11 серпня 1973  |              |                   |
| Біль-Б'єнн (2)  | 2:1          | Лозанна           |
| Лугано          | 3:0          | Гренхен (2)       |
| Ксамакс         | 4:1          | Базель            |
| Сьйон           | 0:2          | Серветт           |
| Веве Спортс (2) | 2:1          | Фрібур (2)        |
| Вінтертур       | 1:0          | Люцерн (2)        |
| Цюрих           | 1:1 пен. 3:4 | Грассгоппер       |
| Санкт-Галлен    | 2:0          | Мендрізіостар (2) |

## 1/4 фіналу
| Команда 1       | Рахунок | Команда 2      |
| --------------- | ------- | -------------- |
| 14 серпня 1973  |         |                |
| Ксамакс         | 1:2     | Біль-Б'єнн (2) |
| Лугано          | 2:4     | Серветт        |
| Веве Спортс (2) | 1:4     | Грассгоппер    |
| Санкт-Галлен    | 1:2     | Вінтертур      |

## 1/2 фіналу
| Команда 1       | Рахунок | Команда 2 |
| --------------- | ------- | --------- |
| 8 вересня 1973  |         |           |
| Грассгоппер     | 2:0     | Серветт   |
| 12 вересня 1973 |         |           |
| Біль-Б'єнн (2)  | 0:3     | Вінтертур |

## Фінал
| 10 жовтня 1973 |

| Грассгоппер                | 2:2      | Вінтертур     |
| -------------------------- | -------- | ------------- |
| Ельзенер 71' Ольгаузер 76' | Протокол | Різі 25', 66' |

| Летцигрунд, Цюрих Глядачів: 3 700 Арбітр: Антон Бухелі |

|                                             |     | Пенальті                              |  |
| Вінігер · Б.Меєр · Т.Ніггль · Греблі · Гран | 5:4 | Фер · Нільсен · Арнольд · Різі · Кюнг |  |